# Majorals
Els majorals són un model d'organització social informal lligat a la celebració festiva i religiosa. Actualment la seva funció s'emmarca dins de l'esquema festiu i la seva capacitat d'influència social i econòmica respecte a la població queda limitada aquest context de l'organització del fet festiu.

## Descripció
Per devoció, prestigi social, responsabilitat comunitària i habitualment de manera voluntària un grup de persones s'ofereix per organitzar els actes festius i religiosos de la celebració en honor de la imatge concreta. Dels casos mencionats les devocions relacionades són principalment sant Antoni o sant Blai. En el cas de Garcia, tot i estar amb relació a la romeria a l'ermita de Santa Magdalena, els majorals també ho són de la festa de sant Antoni.
Una de les característiques dels majorals és que continuen essent en gran part homes o que en la majoria de casos fins a finals del segle XX mantenien la norma no escrita que havien de ser homes. Avui encara a la Fatarella per la Festa de Sant Blai, com a Ascó, és l'home qui continua complint aquest càrrec. No és així a Garcia, el 2003 quan canvien els majorals que duien trenta anys ja hi entren dones; ni tampoc a les festes de setembre de la Fatarella, on els majorals són la quinta que compleix aquell any 40 anys i també hi ha dones. Un cas a part és a Riba-roja amb les majorales de Santa Agda. En ser una celebració on es posa en valor la dona la majorala és una dona, antigament una noia de casa rica que s'havia casat durant l'any, o dones que s'ofereixen i portaran el pa beneït al cap sense necessitat de complir condicions concretes.
Els majorals, com a model generalitzat, eren un nombre variable d'homes, civils (sense responsabilitats polítiques o religioses explicites) que de manera voluntària però en concordança amb les autoritats polítiques i religioses es responsabilitzaven de l'organització de la celebració festiva i religiosa en honor d'una devoció determinada. Un càrrec que venia condicionat a haver de complir unes característiques socioeconòmiques determinades i comptar amb el vistiplau de les autoritats polítiques i religioses. Avui podem definir-los com un grup d'homes i, en algun cas dones, que de manera voluntària assumeixen el rol organitzador d'una celebració. El grau de concordança amb les autoritats polítiques i religioses disminueix, no és determinant, i el condicionant socioeconòmic també es minimitza i se substitueix per la integració a la comunitat.
Els majorals són responsables de cercar el finançament per pagar primer les despeses que comporta la celebració i amb els diners sobrants el manteniment dels béns immobles o mobles, infraestructures relacionades amb la devoció, l'espai de celebració, l'església o l'ermita o comprar i renovar béns de la indumentària, bandera, etc.
En el marc d'aconseguir el finançament per a la festa l'acte més representatiu, d'aquest model de finançament, és la plega. La plega implica que majorals acompanyats d'un grup de músics recorren els carrers del pobles amb un plataret, habitualment amb la imatge del sant, o una cistella recollint la voluntat casa per casa. Aquesta part comporta i s'introdueix ja com una part del ritual festiu. Els majorals i acompanyants són convidats durant la plega a pastes dolces i vi o altres tipus de begudes, tant licors casolans com gasoses de sabors. La plega si és una festa que es fa al poble es realitza habitualment la vespra de la festa, si es fa durant un romiatge es fa després de dinar i en forma de rifa venent números. Una altra manera d'aconseguir diners és mitjançant la subhasta de productes. A la Fatarella per la Festa de Sant Blai es fa una subhasta de llenya (tradicionalment recollida entre els majorals que l'havien tallada i també per part del poble que la donava) després de la missa, i a de Garcia els majorals de la romeria a l'ermita de Santa Magdalena fan la subhasta de mones, durant la ballada de jotes, la tarda del romiatge. Actualment junt aquest model de capta econòmica també s'inclou la venta de productes caracteritzats de recordatori tipus samarretes o gorres on hi ha imprès l'any i els noms dels majorals de l'any. També es venen els productes relacionats amb la devoció com poden ser estampes, les mides (cintes amb el nom de la santa i l'any gravat), aigua beneïda, els goigs i samarretes diferents cada any, ventes que serveixen als majorals com a forma de plega. En general la plega finança part de la celebració però dependrà de cada municipi. Hi ha casos en què l'Ajuntament finança bona part de les activitats (contractació grups musicals, orquestres i altres activitats) i, per tant, la plega queda en un segon terme o de benefici directe de l'Església.
Un dels actes que perviuen i que rememora aquesta aportació s'observa en els majorals que ofereixen les coques que es dansen o es beneeixen i després es reparteixen. Un és el cas de Santa Agda a Riba-roja, en què les majorales ofereixen les coques i després de beneir-les les reparteixen entre els participants i un altre cas són les coques de Sant Blai a la Fatarella, que s'ofereixen beneïdes en sortir de missa.
Les condicions per ser majoral tal com avui s'expressen són mínimes i, exceptuant els casos on encara són homes exclusivament, no existeixen unes condicions escrites ni explicites més enllà de voler participar i col·laborar en la comunitat. Tot i no ser explicites i tot i que hi ha hagut canvis palpables, entre l'antic model de majoral i l'actual, es mantenen certes condicions que sense estar escrites permeten comprendre la rellevància de la figura del majoral en l'organització social de la comunitat. La integració en la comunitat és avui l'element clau per poder ser majoral; això vol dir formar part de la comunitat activament. El fet que s'estengui la capacitat econòmica a una major part de la població també facilita la possibilitat de poder invertir temps i diners, si és necessari, en la celebració. Això suposa ampliar les possibilitats d'accedir a ser majoral. No obstant això, que disminueixi el pes de la condició econòmica no vol dir que no sigui necessari, per a l'organització de la festa, el suport d'un grup proper de persones. S'evidencia que per ser majoral és necessari tenir un grup, colla o família àmplia que et doni suport durant l'organització dels actes. L'aspecte econòmic també és menor si el grup de majorals s'autogestiona sense necessitat que tot comporti un intercanvi econòmic. Es defineixen, per tant, relacions de reciprocitat entre els qui ho són avui i els qui formen part del grup i voldran ser majorals més endavant. S'incideix amb una condició implícita en l'actual model de majorals: s'ha de formar part activa de la comunitat que és el que permet tenir aquest grup o colla per complir la funció de majoral correctament.
Finalment, un dels condicionants o limitacions que actualment van desapareixent és l'exclusivitat d'atribuir el paper de majorals als homes; en general la desaparició d'aquestes limitacions permet reforçar en aquest sentit la pervivència de la institució.
L'esquema dels actes organitzats és comú; primer es fa la plega, on es recull abans de començar els diners per pagar la festa, principalment els músics. Avui té una funció més simbòlica que recaptadora. Un altre element és la cerimònia religiosa, aquesta té una estructura definida en què els majorals tenen una funció representativa i se situen dins l'església al lloc de les autoritats. A continuació, és comú també que en fer el ball (al migdia o a la nit) els majorals tenen el dret de fer la primera dansada. Aquest moment ritualitzat de diverses maneres representa el ball de les autoritats del poble i els organitzadors i antigament també pagadors. Els honors del primer ball, que en els casos registrats es fa a ritme de jota, el tenen i el donaven els majorals. Aquests podien o ballar entre ells o fer ballar pubilles o ballar amb les pubilles. Aquest fet es coneix amb diversos noms com cap de dansa o dansada de les tortades, però en tots els casos és la primera dansada de la nit i la fan únicament, com a mínim, els majorals. La resta d'actes s'organitzen a partir de l'estructura de la festa definida per cada comunitat però els majorals assumeixen el rol representatiu a la vegada que compleixen la funció organitzativa junt amb la gent que els ajuda. L'esquema festiu, tot i tenir aquests elements comuns i quasi invariables, és modificat afegint activitats, la continuïtat de les quals dependrà dels majorals següents.
El paper clau dels majorals i del qual depèn el seu prestigi comunitari és l'organització de la celebració. La complexitat dels actes obliga que els preparatius comportin més o menys temps. Aquests preparatius comporten per als mateixos majorals una activitat i un treball en conjunt que també fa que el grup de majorals hagi de ser un grup ben avingut. Això implica que en els pobles on són grups voluntaris que s'ofereixen o que s'apunten a una llista ho facin amb qui prèviament són de la colla o amics. Es reafirma així la comunitat en els diversos nivells. Junt amb la responsabilitat organitzadora existeix també la de manteniment d'infraestructures, béns mobles o la imatge. Per això part de la recaptació monetària s'utilitza per a la rehabilitació dels espais religiosos relacionats amb la imatge (església o ermita) o renovar indumentària o altres aspectes de la celebració religiosa.

## Història
Respecte a la figura dels majorals com a model organitzatiu i finançador de la celebració festiva i religiosa no se n'ha pogut determinar en cap dels casos registrats l'origen exacte. En tots la memòria oral fa referència a com a mínim abans de la Guerra Civil espanyola del 1936 i s'associa l'origen a l'existència de la festa. Després del 1939 és quan, segons els informants, es reforça el fet de ser un model organitzatiu que està estretament lligat a un model socioeconòmic i que en restablir-se la festa després de la Guerra Civil es reprèn i se sosté com un element de control i demostració de poder.
Tot i que actualment, i principalment a partir de la dècada dels vuitanta del segle xx, canvia adaptant-se a l'actual model socioeconòmic que permet que sigui una institució menys restrictiva, els majorals tal com es presenten després del 1939 representaven el poder econòmic en consonància amb el poder polític i religiós. Les famílies amb poder adquisitiu eren les que podien concentrar tant la gent necessària per organitzar qualsevol acte com pagar o oferir a la comunitat la presència de músics per amenitzar la festa.
Tot i el poder adquisitiu del majoral també es defineixen models de finançament col·lectiu com la plega i la subhasta de llenya o altres béns de consum, com les mones a Garcia o les tortades a la Fatarella. Recursos econòmics que els majorals utilitzaven per pagar la banda i els premis de les curses entre d'altres. El principal canvi en l'aspecte de finançament ve de la mà del canvi polític. L'augment progressiu de la capacitat organitzativa i econòmica dels ajuntaments permet que disminueixi la pressió recaptadora sobre els majorals que a poc a poc assumeixen més la funció organitzadora i la recapta queda en un segon pla.
Els principals canvis en la institució dels majorals són l'eliminació o disminució de condicions informals de caràcter econòmic i ideològic de pertinència i de gènere com la inclusió de la dona com a possible majoral. La disminució de la funció recaptadora per l'accent en la funció organitzativa. La no explícita convivència política i religiosa en designar o acceptar un majoral. Aquest canvi no vol dir que qui assumeix el càrrec no conegui les funcions del majoral, com el fet de participar en els actes de la litúrgia catòlica en honor de la imatge en concret.